# Motoscafo Turismo Silurante Modificato
Das Motoscafo Turismo Silurante Modificato (MTSM) war ein in Serie produziertes Kleinstschnellboot der italienischen Marine, das eine bessere Seetüchtigkeit als sein Vorgänger, das Motoscafo Turismo Silurante (MTS), besaß. Erreicht wurde dies durch einen größeren Schiffskörper mit verstärktem Vorschiffspanten und einer schärferen V-Pfeilung. Das M.T.S.M. wurde dabei so konzipiert, dass es von Schleppern oder Schnellbooten ins Zielgebiet, das außerhalb seiner Reichweite von etwa 200 sm lag, gebracht werden konnte. Dort angekommen, sollte es mit schnellen operativen Vorstößen feindliche Schiffe mittels eines mitgeführten Torpedos angreifen und versenken.

## Entwicklungsgeschichte
Im Juni/Juli 1941 forderte die italienische Marineführung die Firmen Baglietto in Varazze (Bootskörper) und C.A.B.I. in Mailand (Motoren) auf, auf der Grundlage des M.T.S. ein neues Kleinstschnellboot zu entwickeln, das eine Waffenlast von 550 kg, bei höchster Geschwindigkeit, gepaart mit hoher und stabiler Seetauglichkeit, aufweisen sollte. Im Herbst 1941 wurde der Prototyp bereits geliefert und sofort ausgiebigen Seeerprobungen unterzogen. Die Marineleitung stellte danach fest, dass das M.T.S.M. hinsichtlich Seeverhalten, Manövrierfähigkeit, Kursstabilität und Geschwindigkeit den erhofften Einsatzwert übertraf.
Anschließend erfolgte umgehend die Bestellung weiterer Boote und von Ende 1941 bis Anfang 1943 konnten von der Firma Baglietto rund 100 Boote geliefert werden. Das M.T.S.M. stellte somit den meistgebauten Kleinstschnellboottyp dar. Seine Primärbewaffnung bestand aus einem 400 kg schweren Torpedo mit einer 150 kg schweren Sprengladung, der zwischen den beiden Heckmotoren innerhalb des Bootskörpers in einem Hecktorpedorohr installiert war und auch über das Heck abgefeuert wurde. Anstelle des sonst üblichen zweiten Torpedos verfügte das M.T.S.M. als Eigenschutz über zwei 50 kg schwere Wasserbomben, (Anti-Verfolger Wasserbomben – WABOS genannt) die, um möglichen Verfolgern zu entkommen, in das Kielwasser des Schnellbootes abgerollt wurden und auf ca. 5 bis 8 Meter Tiefe detonierten. Um ein Entern des Schnellbootes zu verhindern oder um sich bei Verlust des Schiffes an Land zurück zu den eigenen Linien zu kämpfen, standen als Nahkampfwaffen ein Beretto-Gewehr sowie 12 Handgranaten zur Verfügung. Als Sonderausstattung verfügte das Schnellboot über ein Funksprechgerät und eine Stabantenne.

## Einsätze
Das  M.T.S.M. war bis zum Waffenstillstand von Cassibile an allen wichtigen Kriegsschauplätzen des Mittelmeers präsent und selbst nach der Teilung Italiens kämpften sowohl Einheiten auf der Seite der Alliierten (10 Boote), wie auch auf der Seite der faschistischen Italienischen Sozialrepublik (R.S.I.) weiter, die den größten Teil der im Norden stationierten Boote in ihre Marine integrierte. Die Schnellboote der R.S.I. gerieten jedoch dort unter deutsche Kontrolle und wurden im Rahmen der Kleinkampfverbände der Kriegsmarine bis Frühjahr 1945 für verschiedenste Operationen, vorwiegend in der Adria, genutzt. Dabei wurden sowohl deutsche wie auch italienische bzw. gemischte Besatzungen eingesetzt. Über außergewöhnliche Erfolge oder Kampfeinsätze der Boote liegen nur wenige Informationen vor.